# VfR 1915 Schweidnitz
VfR 1915 Schweidnitz – niemiecki klub piłkarski z siedzibą w mieście Schweidnitz (obecnie Świdnica w Polsce), działający w latach 1915–1933.

## Historia

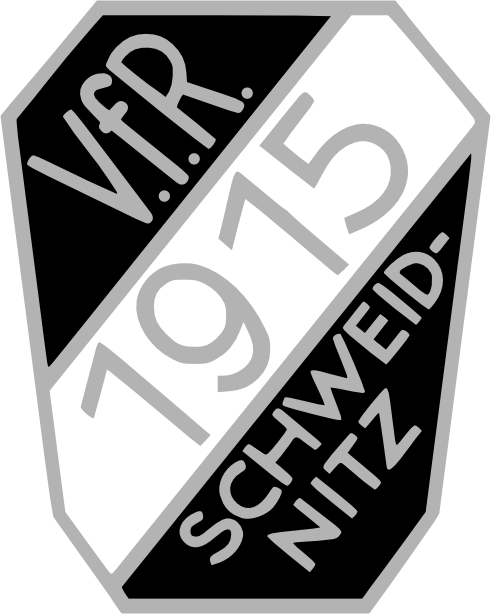
Stare Logo VfR 1915 Schweidnitz (1915–1931)

Klub VfR 1915 Schweidnitz został założony w 1915 roku i należał do Południowo-Niemieckiego Związku Piłki Nożnej. W latach 1928 i 1930 klub został mistrzem okręgu Bergland i tym samym zakwalifikował się do finałowej rundy Mistrzostw Niemiec Południowo-Wschodnich.
31 sierpnia 1933 VfR Schweidnitz połączono z SV Preußen, tworząc DSV Schweidnitz, który z kolei przestał istnieć w 1945.

## Sukcesy
- mistrz okręgu Bergland: 1928, 1930